# Нонаналь
Нонаналь (нонановый альдегид, пеларгоновый альдегид) CH3(CH2)7CHO — алифатический альдегид, относящийся к душистым веществам.

## Свойства
Нонаналь является бесцветной или немного желтоватой жидкостью. В чистом виде имеет сильный сладковатый запах жира. При большом разбавлении приобретает запах розы или апельсина.
Хорошо растворим в органических растворителях и в чистом этаноле. В 70%-ном этаноле растворимость составляет 1:3. В воде нерастворим.

## Нахождение в природе
В небольших количествах нонаналь содержится в розовом, мандариновом, лимонном и некоторых других эфирных маслах.

## Способы получения
Нонаналь получают из нонанола методом каталитического дегидрирования.

## Применение
Нонаналь применяется при составлении парфюмерных композиций и пищевых эссенций.
Некоторые сложные соединения могут применяться как сильнодействующий аттрактант (приманка) для комаров.